# Jack Thomas Brinkley

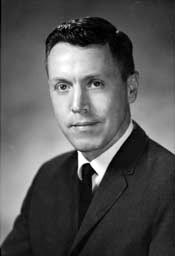
Jack Thomas Brinkley

Jack Thomas Brinkley (* 22. Dezember 1930 in Faceville, Decatur County, Georgia; † 23. Januar 2019 in Columbus, Georgia) war ein US-amerikanischer Politiker. Zwischen 1967 und 1983 vertrat er den Bundesstaat Georgia im US-Repräsentantenhaus.

## Werdegang
Jack Brinkley besuchte die öffentlichen Schulen seiner Heimat und studierte dann bis 1949 am Young Harris College. Zwischen 1949 und 1951 arbeitete er als Lehrer. Danach war er von 1951 bis 1956 Pilot in der US-Luftwaffe. Nach einem anschließenden Jurastudium an der University of Georgia und seiner im Jahr 1959 erfolgten Zulassung als Rechtsanwalt begann er in Columbus in seinem neuen Beruf zu arbeiten.
Politisch schloss sich Brinkley der Demokratischen Partei an. In den Jahren 1965 und 1966 saß er als Abgeordneter im Repräsentantenhaus von Georgia. Bei den Kongresswahlen des Jahres 1966 wurde er im dritten Wahlbezirk von Georgia in das US-Repräsentantenhaus in Washington, D.C. gewählt, wo er am 3. Januar 1967 die Nachfolge von Howard H. Callaway antrat. Nach sieben Wiederwahlen konnte er bis zum 3. Januar 1983 acht Legislaturperioden im Kongress absolvieren. In diese Zeit fielen unter anderem der Vietnamkrieg, die Bürgerrechtsbewegung und die Watergate-Affäre. Im Kongress galt Brinkley als konservativ. Das traf damals auf die meisten demokratischen Abgeordneten aus den Südstaaten zu.
Im Jahr 1982 verzichtete Brinkley auf eine erneute Kandidatur. Nach seinem Ausscheiden aus dem US-Repräsentantenhaus zog er sich aus der Politik zurück. Zuletzt lebte er in Columbus.